# Giro d’Italia 2006
Der 89. Giro d’Italia fand vom 6. bis 28. Mai 2006 statt. Das Radrennen bestand aus 21 Etappen mit einer Gesamtlänge von 3506,2 Kilometern (geplant 3524,2 Kilometer); dabei waren insgesamt 22.500 Höhenmeter zu überwinden.

## Strecke
Der Giro d’Italia 2006 stattete zu Beginn dem belgischen Wallonien einen viertägigen Besuch ab, bevor es am 11. Mai in Italien mit einem Mannschaftszeitfahren über 38 Kilometer weiterging. Ende der ersten Woche gab es am Passo Lanciano im Apennin die ersten größeren Zeitabstände. Nach dem zweiten Ruhetag am 17. Mai wurde in Pontedera das zweite Einzelzeitfahren über 50 Kilometer ausgetragen.
Auf der 17. Etappe war über 133 Kilometer geplant, jedoch wurde die Etappe aufgrund der widrigen Witterungsbedingungen (teilweise Schneefall) verkürzt. Zwei Tage später war auf dem Weg zum Passo di San Pellegrino der Passo Fedaia als einer von drei gewaltigen Pässen zu überqueren, der als einer der schwersten Anstiege im Radsport gilt.
Der Showdown fand am Abschlusswochenende statt. Am Samstag wurden der Passo Gavia, der mit 2618 Metern Höhe das Dach der 89. Austragung war, und der zwölf Kilometer lange Mortirolo passiert. Sonntags folgte dann die Schlussetappe von Ghisallo nach Mailand.

## Teilnehmende Teams
| ProTeams (20)- AG2R Prévoyance - Bouygues Télécom - Caisse d'Épargne-Illes Balears - Cofidis-Le Crédit par Téléphone - Crédit agricole - Davitamon-Lotto - Discovery Channel - Euskaltel-Euskadi - La Française des jeux - Lampre-Fondital - Liberty Seguros-Würth - Liquigas - Phonak Hearing Systems - Quick Step-Innergetic - Rabobank - Saunier Duval-Prodir - CSC - Gerolsteiner - Team Milram - T-Mobile Professional Continental Teams (2)- Ceramica Panaria-Navigare - Selle Italia-Serramenti Diquigiovanni |
| |

- Fahrerfeld

## Etappenübersicht
| Etappe     | Datum   | Etappenorte                                  | type                 | Länge (km) | Etappensieger          | Gesamtführender   |
| ---------- | ------- | -------------------------------------------- | -------------------- | ---------- | ---------------------- | ----------------- |
| 1. Etappe  | 6. Mai  | Seraing – Seraing                            | Einzelzeitfahren     | 6,2        | Paolo Savoldelli       | Paolo Savoldelli  |
| 2. Etappe  | 7. Mai  | Mons – Charleroi                             | Flachetappe          | 203        | Robbie McEwen          | Paolo Savoldelli  |
| 3. Etappe  | 8. Mai  | Perwez – Namur                               | Hügelige Etappe      | 202        | Stefan Schumacher      | Stefan Schumacher |
| 4. Etappe  | 9. Mai  | Wanze – Hotton                               | Flachetappe          | 182        | Robbie McEwen          | Stefan Schumacher |
|            | 10. Mai | Ruhetag                                      |                      |            |                        |                   |
| 5. Etappe  | 11. Mai | Piacenza – Cremona                           | Einzelzeitfahren     | 38         | CSC                    | Serhij Hontschar  |
| 6. Etappe  | 12. Mai | Busseto – Forlì                              | Flachetappe          | 223        | Robbie McEwen          | Olaf Pollack      |
| 7. Etappe  | 13. Mai | Cesena – Saltara                             | Mittelschwere Etappe | 236        | Rik Verbrugghe         | Serhij Hontschar  |
| 8. Etappe  | 14. Mai | Civitanova Marche – Passolanciano-Maielletta | Mittelschwere Etappe | 171        | Ivan Basso             | Ivan Basso        |
| 9. Etappe  | 15. Mai | Francavilla al Mare – Termoli                | Flachetappe          | 127        | Tomas Vaitkus          | Ivan Basso        |
| 10. Etappe | 16. Mai | Termoli – Peschici                           | Hügelige Etappe      | 190        | Franco Pellizotti      | Ivan Basso        |
|            | 17. Mai | Ruhetag                                      |                      |            |                        |                   |
| 11. Etappe | 18. Mai | Pontedera – Pontedera                        | Einzelzeitfahren     | 50         | Jan Ullrich Ivan Basso | Ivan Basso        |
| 12. Etappe | 19. Mai | Livorno – Sestri Levante                     | Hügelige Etappe      | 165        | Joan Horrach           | Ivan Basso        |
| 13. Etappe | 20. Mai | Alessandria – La Thuile                      | Mittelschwere Etappe | 216        | Leonardo Piepoli       | Ivan Basso        |
| 14. Etappe | 21. Mai | Aosta – Domodossola                          | Hochgebirgsetappe    | 224        | Luis Felipe Laverde    | Ivan Basso        |
| 15. Etappe | 22. Mai | Mergozzo – Brescia                           | Flachetappe          | 182        | Paolo Bettini          | Ivan Basso        |
| 16. Etappe | 23. Mai | Rovato – Monte Bondone                       | Mittelschwere Etappe | 173        | Ivan Basso             | Ivan Basso        |
| 17. Etappe | 24. Mai | Tramin – Furkelpass                          | Hochgebirgsetappe    | 133 121    | Leonardo Piepoli       | Ivan Basso        |
| 18. Etappe | 25. Mai | Sillian – Gemona del Friuli                  | Hügelige Etappe      | 227        | Stefan Schumacher      | Ivan Basso        |
| 19. Etappe | 26. Mai | Pordenone – Passo San Pellegrino             | Hochgebirgsetappe    | 220        | Juan Manuel Gárate     | Ivan Basso        |
| 20. Etappe | 27. Mai | Trient – Aprica                              | Hochgebirgsetappe    | 212        | Ivan Basso             | Ivan Basso        |
| 21. Etappe | 28. Mai | Madonna del Ghisallo – Mailand               | Flachetappe          | 140        | Robert Förster         | Ivan Basso        |

- Einzelergebnisse der Etappen

## Endergebnisse
| \| Gesamtwertung \| Gesamtwertung \| Gesamtwertung \| Gesamtwertung \| Gesamtwertung \| \| Fahrer \| Fahrer \| Land \| Team \| Zeit \| \| ------------- \| ---------------------- \| ------------- \| ------------------------------- \| ----------------- \| \| 1. \| Ivan Basso \| Italien \| CSC \| 91 h 33 min 36 s \| \| 2. \| José Enrique Gutiérrez \| Spanien \| Phonak Hearing Systems \| + 9 min 18 s \| \| 3. \| Gilberto Simoni \| Italien \| Saunier Duval-Prodir \| + 11 min 59 s \| \| 4. \| Damiano Cunego \| Italien \| Lampre-Fondital \| + 18 min 16 s \| \| 5. \| Paolo Savoldelli \| Italien \| Discovery Channel \| + 19 min 22 s \| \| 6. \| Sandy Casar \| Frankreich \| La Française des jeux \| + 23 min 53 s \| \| 7. \| Juan Manuel Gárate \| Spanien \| Quick Step-Innergetic \| + 24 min 26 s \| \| 8. \| Franco Pellizotti \| Italien \| Liquigas \| + 25 min 57 s \| \| 9. \| Víctor Hugo Peña \| Kolumbien \| Phonak Hearing Systems \| + 26 min 27 s \| \| 10. \| Francisco Vila \| Spanien \| Lampre-Fondital \| + 27 min 34 s \| \| 11. \| Leonardo Piepoli \| Italien \| Saunier Duval-Prodir \| + 28 min 00 s \| \| 12. \| Giampaolo Caruso \| Italien \| Liberty Seguros-Würth \| + 28 min 17 s \| \| 13. \| José Luis Rubiera \| Spanien \| Discovery Channel \| + 28 min 30 s \| \| 14. \| Patrice Halgand \| Frankreich \| Crédit Agricole \| + 35 min 15 s \| \| 15. \| Paolo Tiralongo \| Italien \| Lampre-Fondital \| + 40 min 16 s \| \| 16. \| Iván Parra \| Kolumbien \| Cofidis-Le Crédit par Téléphone \| + 46 min 56 s \| \| 17. \| Wim Van Huffel \| Belgien \| Davitamon-Lotto \| + 48 min 25 s \| \| 18. \| Unai Osa \| Spanien \| Liberty Seguros-Würth \| + 48 min 52 s \| \| 19. \| Sylwester Szmyd \| Polen \| Lampre-Fondital \| + 49 min 47 s \| \| 20. \| Luca Mazzanti \| Italien \| Ceramica Panaria-Navigare \| + 50 min 03 s \| \| 21. \| Sergio Ghisalberti \| Italien \| Team Milram \| + 53 min 31 s \| \| 22. \| Manuel Beltrán \| Spanien \| Discovery Channel \| + 54 min 23 s \| \| 23. \| Danilo Di Luca \| Italien \| Liquigas \| + 58 min 50 s \| \| 24. \| José Iván Gutiérrez \| Spanien \| Caisse d'Épargne-Illes Balears \| + 1 h 00 min 11 s \| \| 25. \| Marzio Bruseghin \| Italien \| Lampre-Fondital \| + 1 h 00 min 51 s \| |                        |            |                                 |                   |
| |                        |            |                                 |                   |
| Quelle: ProCyclingStats |                        |            |                                 |                   |
| Gesamtwertung |                        |            |                                 |                   |
| Fahrer | Fahrer                 | Land       | Team                            | Zeit              |
| 1. | Ivan Basso             | Italien    | CSC                             | 91 h 33 min 36 s  |
| 2. | José Enrique Gutiérrez | Spanien    | Phonak Hearing Systems          | + 9 min 18 s      |
| 3. | Gilberto Simoni        | Italien    | Saunier Duval-Prodir            | + 11 min 59 s     |
| 4. | Damiano Cunego         | Italien    | Lampre-Fondital                 | + 18 min 16 s     |
| 5. | Paolo Savoldelli       | Italien    | Discovery Channel               | + 19 min 22 s     |
| 6. | Sandy Casar            | Frankreich | La Française des jeux           | + 23 min 53 s     |
| 7. | Juan Manuel Gárate     | Spanien    | Quick Step-Innergetic           | + 24 min 26 s     |
| 8. | Franco Pellizotti      | Italien    | Liquigas                        | + 25 min 57 s     |
| 9. | Víctor Hugo Peña       | Kolumbien  | Phonak Hearing Systems          | + 26 min 27 s     |
| 10. | Francisco Vila         | Spanien    | Lampre-Fondital                 | + 27 min 34 s     |
| 11. | Leonardo Piepoli       | Italien    | Saunier Duval-Prodir            | + 28 min 00 s     |
| 12. | Giampaolo Caruso       | Italien    | Liberty Seguros-Würth           | + 28 min 17 s     |
| 13. | José Luis Rubiera      | Spanien    | Discovery Channel               | + 28 min 30 s     |
| 14. | Patrice Halgand        | Frankreich | Crédit Agricole                 | + 35 min 15 s     |
| 15. | Paolo Tiralongo        | Italien    | Lampre-Fondital                 | + 40 min 16 s     |
| 16. | Iván Parra             | Kolumbien  | Cofidis-Le Crédit par Téléphone | + 46 min 56 s     |
| 17. | Wim Van Huffel         | Belgien    | Davitamon-Lotto                 | + 48 min 25 s     |
| 18. | Unai Osa               | Spanien    | Liberty Seguros-Würth           | + 48 min 52 s     |
| 19. | Sylwester Szmyd        | Polen      | Lampre-Fondital                 | + 49 min 47 s     |
| 20. | Luca Mazzanti          | Italien    | Ceramica Panaria-Navigare       | + 50 min 03 s     |
| 21. | Sergio Ghisalberti     | Italien    | Team Milram                     | + 53 min 31 s     |
| 22. | Manuel Beltrán         | Spanien    | Discovery Channel               | + 54 min 23 s     |
| 23. | Danilo Di Luca         | Italien    | Liquigas                        | + 58 min 50 s     |
| 24. | José Iván Gutiérrez    | Spanien    | Caisse d'Épargne-Illes Balears  | + 1 h 00 min 11 s |
| 25. | Marzio Bruseghin       | Italien    | Lampre-Fondital                 | + 1 h 00 min 51 s |

| Punktewertung | Punktewertung          | Punktewertung | Punktewertung             | Punktewertung |
| Fahrer        | Fahrer                 | Land          | Team                      | Punkte        |
| ------------- | ---------------------- | ------------- | ------------------------- | ------------- |
| 1.            | Paolo Bettini          | Italien       | Quick Step-Innergetic     | 169 P.        |
| 2.            | Ivan Basso             | Italien       | CSC                       | 158 P.        |
| 3.            | José Enrique Gutiérrez | Spanien       | Phonak Hearing Systems    | 132 P.        |
| 4.            | Olaf Pollack           | Deutschland   | T-Mobile                  | 104 P.        |
| 5.            | Paolo Savoldelli       | Italien       | Discovery Channel         | 95 P.         |
| 6.            | Stefan Schumacher      | Deutschland   | Gerolsteiner              | 89 P.         |
| 7.            | Gilberto Simoni        | Italien       | Saunier Duval-Prodir      | 88 P.         |
| 8.            | Leonardo Piepoli       | Italien       | Saunier Duval-Prodir      | 86 P.         |
| 9.            | Maximiliano Richeze    | Argentinien   | Ceramica Panaria-Navigare | 68 P.         |
| 10.           | Franco Pellizotti      | Italien       | Liquigas                  | 67 P.         |

| Bergwertung | Bergwertung            | Bergwertung | Bergwertung                           | Bergwertung |
| Fahrer      | Fahrer                 | Land        | Team                                  | Punkte      |
| ----------- | ---------------------- | ----------- | ------------------------------------- | ----------- |
| 1.          | Juan Manuel Gárate     | Spanien     | Quick Step-Innergetic                 | 64 P.       |
| 2.          | Ivan Basso             | Italien     | CSC                                   | 56 P.       |
| 3.          | Fortunato Baliani      | Italien     | Ceramica Panaria-Navigare             | 52 P.       |
| 4.          | Leonardo Piepoli       | Italien     | Saunier Duval-Prodir                  | 32 P.       |
| 5.          | José Enrique Gutiérrez | Spanien     | Phonak Hearing Systems                | 27 P.       |
| 6.          | Sandy Casar            | Frankreich  | La Française des jeux                 | 23 P.       |
| 7.          | Francisco Vila         | Spanien     | Lampre-Fondital                       | 22 P.       |
| 8.          | Gilberto Simoni        | Italien     | Saunier Duval-Prodir                  | 20 P.       |
| 9.          | Marzio Bruseghin       | Italien     | Lampre-Fondital                       | 16 P.       |
| 10.         | José Serpa             | Kolumbien   | Selle Italia-Serramenti Diquigiovanni | 15 P.       |

| Kombinationswertung | Kombinationswertung    | Kombinationswertung | Kombinationswertung    | Kombinationswertung |
| Fahrer              | Fahrer                 | Land                | Team                   | Punkte              |
| ------------------- | ---------------------- | ------------------- | ---------------------- | ------------------- |
| 1.                  | Paolo Savoldelli       | Italien             | Discovery Channel      | 775 P.              |
| 2.                  | José Enrique Gutiérrez | Spanien             | Phonak Hearing Systems | 651 P.              |
| 3.                  | Ivan Basso             | Italien             | CSC                    | 595 P.              |
| 4.                  | Sandy Casar            | Frankreich          | La Française des jeux  | 454 P.              |
| 5.                  | Paolo Bettini          | Italien             | Quick Step-Innergetic  | 342 P.              |
| 6.                  | Mickaël Delage         | Frankreich          | La Française des jeux  | 307 P.              |
| 7.                  | Damiano Cunego         | Italien             | Lampre-Fondital        | 301 P.              |
| 8.                  | Stefan Schumacher      | Deutschland         | Gerolsteiner           | 294 P.              |
| 9.                  | Danilo Di Luca         | Italien             | Liquigas               | 242 P.              |
| 10.                 | Olaf Pollack           | Deutschland         | T-Mobile               | 241 P.              |

| Mannschaftswertung | Mannschaftswertung             | Mannschaftswertung | Mannschaftswertung |
| Team               | Team                           | Land               | Zeit               |
| ------------------ | ------------------------------ | ------------------ | ------------------ |
| 1.                 | Phonak Hearing Systems         | Schweiz            | 274 h 21 min 31 s  |
| 2.                 | Lampre-Fondital                | Italien            | + 7 min 36 s       |
| 3.                 | Discovery Channel              | Vereinigte Staaten | + 16 min 05 s      |
| 4.                 | Saunier Duval-Prodir           | Spanien            | + 29 min 37 s      |
| 5.                 | Ceramica Panaria-Navigare      | Irland             | + 53 min 06 s      |
| 6.                 | Liquigas                       | Italien            | + 56 min 12 s      |
| 7.                 | Crédit Agricole                | Frankreich         | + 1 h 22 min 59 s  |
| 8.                 | CSC                            | Dänemark           | + 1 h 31 min 15 s  |
| 9.                 | Liberty Seguros-Würth          | Spanien            | + 1 h 47 min 58 s  |
| 10.                | Caisse d'Épargne-Illes Balears | Spanien            | + 1 h 53 min 19 s  |

## Trikots im Tourverlauf
Die Tabelle zeigt den Träger des jeweiligen Trikots während der einzelnen Etappe bzw. den Führenden der jeweiligen Gesamtwertung am Abend des Vortags an.
| Etappe     |                      | Sieger _               | Gesamtwertung     | Punktewertung     | Bergwertung        | Kombinationswertung | Teamwertung _          |
| ---------- | -------------------- | ---------------------- | ----------------- | ----------------- | ------------------ | ------------------- | ---------------------- |
| 1. Etappe  | Einzelzeitfahren     | Paolo Savoldelli       | Paolo Savoldelli  | Paolo Savoldelli  | Paolo Savoldelli   | Paolo Savoldelli    | Discovery Channel      |
| 2. Etappe  | Flachetappe          | Robbie McEwen          | Paolo Savoldelli  | Paolo Savoldelli  | Paolo Savoldelli   | Paolo Savoldelli    | Discovery Channel      |
| 3. Etappe  | Hügelige Etappe      | Stefan Schumacher      | Stefan Schumacher | Stefan Schumacher | Moisés Aldape      | Paolo Savoldelli    | Discovery Channel      |
| 4. Etappe  | Flachetappe          | Robbie McEwen          | Stefan Schumacher | Robbie McEwen     | Sandy Casar        | Paolo Savoldelli    | Discovery Channel      |
| 5. Etappe  | Einzelzeitfahren     | CSC                    | Serhij Hontschar  | Robbie McEwen     | Sandy Casar        | Paolo Savoldelli    | T-Mobile               |
| 6. Etappe  | Flachetappe          | Robbie McEwen          | Olaf Pollack      | Robbie McEwen     | Sandy Casar        | Paolo Savoldelli    | T-Mobile               |
| 7. Etappe  | Mittelschwere Etappe | Rik Verbrugghe         | Serhij Hontschar  | Robbie McEwen     | Staf Scheirlinckx  | Paolo Savoldelli    | Discovery Channel      |
| 8. Etappe  | Mittelschwere Etappe | Ivan Basso             | Ivan Basso        | Robbie McEwen     | Ivan Basso         | Paolo Savoldelli    | Discovery Channel      |
| 9. Etappe  | Flachetappe          | Tomas Vaitkus          | Ivan Basso        | Robbie McEwen     | Ivan Basso         | Paolo Savoldelli    | Discovery Channel      |
| 10. Etappe | Hügelige Etappe      | Franco Pellizotti      | Ivan Basso        | Robbie McEwen     | Ivan Basso         | Paolo Savoldelli    | Liquigas               |
| 11. Etappe | Einzelzeitfahren     | Jan Ullrich Ivan Basso | Ivan Basso        | Robbie McEwen     | Ivan Basso         | Paolo Savoldelli    | Discovery Channel      |
| 12. Etappe | Hügelige Etappe      | Joan Horrach           | Ivan Basso        | Robbie McEwen     | Ivan Basso         | Paolo Savoldelli    | Discovery Channel      |
| 13. Etappe | Mittelschwere Etappe | Leonardo Piepoli       | Ivan Basso        | Paolo Bettini     | Ivan Basso         | Paolo Savoldelli    | Discovery Channel      |
| 14. Etappe | Hochgebirgsetappe    | Luis Felipe Laverde    | Ivan Basso        | Paolo Bettini     | Fortunato Baliani  | Paolo Savoldelli    | Phonak Hearing Systems |
| 15. Etappe | Flachetappe          | Paolo Bettini          | Ivan Basso        | Paolo Bettini     | Fortunato Baliani  | Paolo Savoldelli    | Phonak Hearing Systems |
| 16. Etappe | Mittelschwere Etappe | Ivan Basso             | Ivan Basso        | Paolo Bettini     | Ivan Basso         | Paolo Savoldelli    | Phonak Hearing Systems |
| 17. Etappe | Hochgebirgsetappe    | Leonardo Piepoli       | Ivan Basso        | Ivan Basso        | Ivan Basso         | Paolo Savoldelli    | Phonak Hearing Systems |
| 18. Etappe | Hügelige Etappe      | Stefan Schumacher      | Ivan Basso        | Paolo Bettini     | Ivan Basso         | Paolo Savoldelli    | Phonak Hearing Systems |
| 19. Etappe | Hochgebirgsetappe    | Juan Manuel Gárate     | Ivan Basso        | Paolo Bettini     | Fortunato Baliani  | Paolo Savoldelli    | Phonak Hearing Systems |
| 20. Etappe | Hochgebirgsetappe    | Ivan Basso             | Ivan Basso        | Ivan Basso        | Juan Manuel Gárate | Paolo Savoldelli    | Phonak Hearing Systems |
| 21. Etappe | Flachetappe          | Robert Förster         | Ivan Basso        | Paolo Bettini     | Juan Manuel Gárate | Paolo Savoldelli    | Phonak Hearing Systems |
| Endstand   | Endstand             |                        | Ivan Basso        | Paolo Bettini     | Juan Manuel Gárate | Paolo Savoldelli    | Phonak Hearing Systems |